# Eszperantó Park (Miskolc)

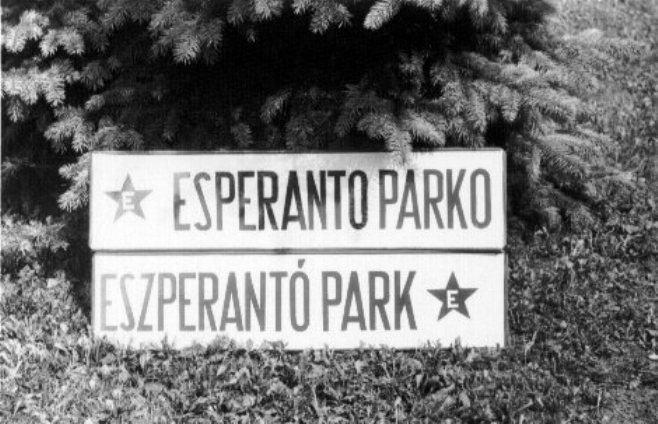
Eszperantó Park – Miskolctapolca

Az Eszperantó park szövegű névtáblákat Miskolctapolcán a fürdő melletti park füvéről a Termál- és barlangfürdő melletti Vízművek kerítésére helyezték át, ahonnan egy idő múlva eltávolították őket. A magyar nyelvű táblát később a Győri kapu úton, a Szent Anna tér közelében egy beton villanyoszlopon helyezték el. 2007-ben az Eszperantó Parknál mindkét irányba kihelyezték a névtáblákat, melyek igen jól láthatók. A 20. században pezsgő eszperantó nyelvi és kulturális mozgalom színhelye volt Miskolc, ma már kisebb számban működnek ott eszperantisták, de speciális tagozatok is vannak, például a Vasutas Eszperantisták Miskolci Egyesülete (VEME).

## Története
Betekintés a miskolci eszperantáliákról.

### 1957–1961
Észak-magyarországi Eszperantó találkozókról:
Eszperantó tér, Eszperantó forrás, Zámenhof utca
Találkozó Miskolcon Eszperantó tér
Az 1957. év legnagyobb eseménye az I. Észak-magyarországi Eszperantó Találkozó volt Miskolcon 1957. július 13-14-én. Ezt megelőzően megalakult a Kossuth u. 11. sz. alatt újra 1957 májusában az Eszperantó csoport és a Rendező Bizottság. Annak ellenére, hogy előtte két héttel Szegeden volt a Dél-magyarországi Találkozó és az országban járvány volt, 150 résztvevő volt jelen. A Verda Vojo júliusi száma tele volt miskolci érdekességekkel, jórészt Király Lajos tollából. Az augusztusi számban Temesi István részletes beszámolója következik.
A program szerint az Eszperantó teret Király Lajos avatta fel, ő elnökölt az ülésen, ahol Baghy Gyula, a Magyar Eszperantó Tanács elnöke mondta az ünnepi beszédet. Felszólalt Márton Lajos, az Országos Eszperantó Tanács főtitkára és Balkányi Pál az Eszperantó Békeszervezet nevében. A vasutasok szakülését Bácskay István vezette. A remek kiállítást Radnay Vilmos rendezte. A találkozón részt vett Kovács Tódor az akkor élő legrégebbi magyar eszperantista is. A találkozóról a Miskolci Rádió és az Észak-Magyarország c. újság is hírt adott. Emelte a találkozó tekintélyét az, hogy az Észak-Magyarország hasábjain Király Lajos cikkei jelentek meg az eszperantó nyelv történetéről és irodalmáról. Az országos jellegű találkozónak szervező ereje is volt, népes tanfolyam indult újra a MÁV Erkel Ferenc Kultúrházban /Király Lajos vezette 32 fővel/ és megalakult a második Vasutas Eszperantó Szakkör a MÁV Miskolci Igazgatóságán 1957. december 21.én.
A Hazafias Városi Bizottsága és a város Békebizottsága mellett megalakult az Eszperantó Békebizottság is, amelynek vezetésére Dr. Győry Nagy Lajos kapott megbízást..."

### 1969–1976

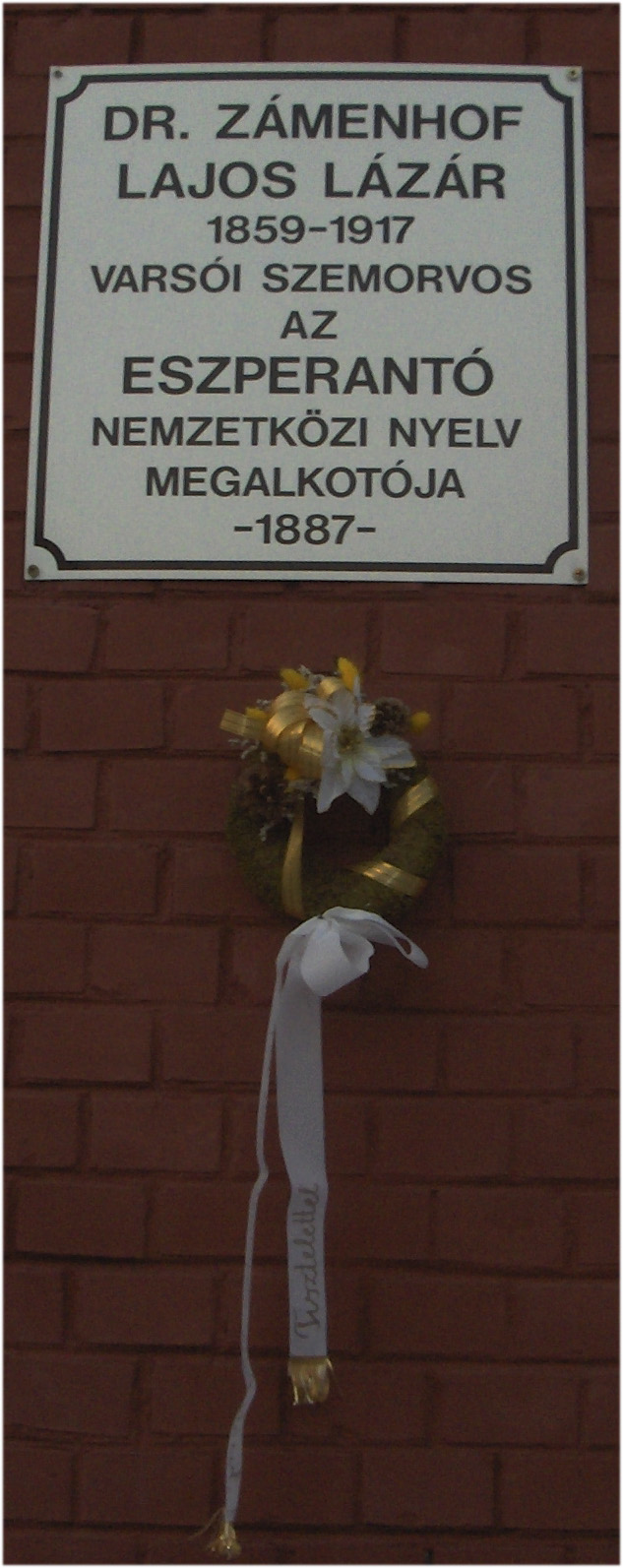
L. L. Zamenhof-emléktábla – Miskolc

„Legyünk hálásak, hogy Kalocsay élt”
Vasutas találkozó – Eszperantó park
A miskolci eszperantisták újabb Eszperantó csoporttal gazdagodtak. A Lenke utcai Vörösmarty Művelődési Házban új vasutas csoport alakult. Nagyszabású levelező tanfolyamot hirdet A és B vizsgákra konzultációkkal az Eszperantó Megyei Bizottság. Sikeresen „B” vizsgázott a szirmabesenyői tanítónő, Busai Mária is. A klub vezetősége külön köszöntötte őt.
1969. május 10-én Megyei Eszperantó Tanulmányi Versenyt rendeznek a Földes Ferenc Gimnáziumban. A legjobb 6 az országos versenyen négy díjat szerzett.
1969. júliusban Földi Adrienne képeslapos, prospektusos eszperantó nyelvű előadást tart az 1969. júniusi, holland Leendert van Duijn, Jaap Katoen, Gerard Roelofs és osztrák eszperantistáknál D-ro Adolf Halbedl tett egy hónapos látogatásáról.
A legnagyobb esemény 1969-ben az Országos Vasutas Napra időzített Országos Eszperantó Találkozó volt Miskolcon. Erre a vasutas eszperantó mozgalom 60 éves fennállása és a 3 miskolci vasutas eszperantó szakcsoport ad indokot.
A két napos találkozó gazdag programjából kiemelkedik az ünnepi ülés, az Eszperantó Park felavatása Miskolctapolcán, az aggteleki és lillafüredi kirándulások, kiállítás, melyeken részt vettek az egri eszperantisták is.
Miskolc II. kerületi Tanácstól a Megyei Eszperantó Bizottság Miskolctapolcán Baghy Gyula utca elnevezést kért, azonban ők, a kérés teljesítését csak későbbre ígérték. A már korábban beadott Eszperantó Park elnevezési kérelmet azonban időben jóváhagyták és ezzel Miskolcon már 4-re emelkedett az Eszperantó elnevezések száma. Az Eszperantó Parkot dr. Győry Nagy Lajos avatta fel Miskolctapolcán.
Az országos találkozót a három miskolci vasutas eszperantó csoport és a Borsod Megyei Eszperantó Bizottság összefogása tette sikeressé.
Külföldi vendégek – Gergely Mihály író
A miskolci találkozóra érkezett Hollandiából  K.Gd.Jong, a Vasutas Eszperantó Világszövetség volt elnöke és Hugó Kraus , az Ausztriai Eszperantó Szövetség helyettes elnöke, aki a bécsi kiállításra fényképezett eszperantó helyeket Miskolcon. Miskolcot és környékét, Földi Adrienne mutatta be számukra. Váry Márta vendégül látta Hugo Kraus eszmetársat. Jong úr Dr. Győry Nagy Lajos vendége volt. Jong úr és Hugo Kraus vetített képes előadást tartottak hazájuk szépségeiről és eszperantó életéről.
Kiemelkedő visszhangot keltett a nyékládházai úttörők eszperantó műsora, a bolgár úttörők pedig a szirmabesenyői úttörőkkel eszperantó műsort adtak. Miskolcon

### 1987–1988

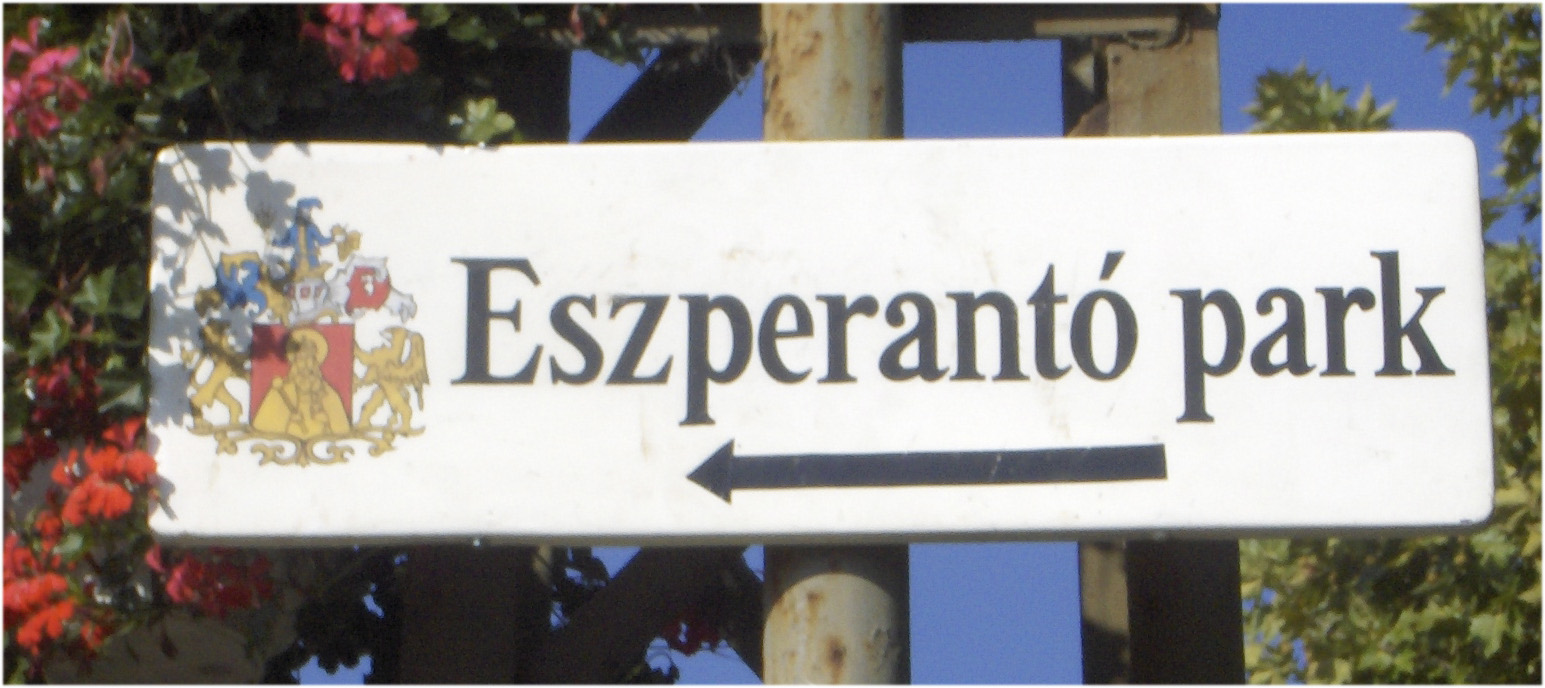

100 éves Zamenhof nyelve, az eszperantó
Hetvenöt év – Miskolcon hat eszperantó elnevezés
A nyelv 100 éves – Jubileum az Országházban
Az 1987. évben ugyanolyan ünnepi hangulat uralkodott az egész világon, mint 1959-ben, amikor Varsóban Zamenhof – a nyelv alkotójának születése 100. évfordulójára emlékeztek. Most az eszperantó első nyelvkönyvének 100 éve történt megjelenését ünnepelték.
Ha valaki megnézi közelről Miskolcon az Eszperantó tér márványtáblájának szövegét, ott a 70. évfordulóra emlékezést találja ’’1957. július 13-i’’ keltezéssel, az I. Észak-magyarországi Eszperantó Találkozó napjával. A jubileum évében Miskolcon is a helyi évfordulókra emlékeznek és igyekszenek ennek a kiadványaikban is helyet adni. Sok miskolci eszperantista utazott a varsói jubileumi Világkongresszusra, az Ora Duopo Kalocsay-Baghy Eszperantó Csoportból is.
A jubileum érződik az Ora Duopo Kalocsay-Baghy Eszperantó Csoport programfüzetéből is: Zamenhof utcai, Eszperantó téri, Baghy Gyula utcai emléktáblák megkoszorúzása, visszaemlékezések, újságcikkek, leírások. Emléktáblák gondozása. Megemlékezés a Kossuth utcai Eszperantó csoportról. A lillafüredi Eszperantó forrás környékének tisztítása. Vetített képes előadás Miskolc eszperantó múltjáról.
A MESZ a Parlamentben rendezi meg jubileumi emlékülését, amelyre valamennyi miskolci eszperantó csoport és a megyei bizottság is meghívást kap. Itt kap megérdemelten Busai Mária kiváló munkáért kitüntetést több mint két évtizedes eszperantista pedagógus munkájáért és Batta Barnabás a ’’Világbéke Eszperantó Mozgalom’’ kitüntető jelvényét.
1987 elején kezdeményezés történt, hogy dr. Kalocsay Kálmán nevéről utca legyen elnevezve Miskolcon. Ebben az ügyben a Hazafias Népfront Honismereti Munkabizottságának támogatását kéri többször beadványokkal és személyesen a munkaüléseken is a Megyei Eszperantó Bizottság. Az akcióhoz Csiszár Ada segítségét is kérik, aki a Kalocsay életmű gondozója, aki már eddig is értékes adatokat szolgáltatott.
A 75. év – Dr. Kalocsay Kálmán utca
A miskolci eszperantisták mozgalmát itt Miskolcon 1913-tól tartják számon, amikor a Városi Tanács nagytermében az első előadás nyilvánosan elhangzott és ezt nyomban tanfolyam követte. Az azóta eltelt 75 évben a miskolci eszperantisták tevékenyen dolgoztak a békemozgalom, a nyelvoktatás, a turizmus és a kultúra minden területén.
1988 tavaszán végre beért annak a munkának a gyümölcse, amely már egy éve tartott a dr. Kalocsay Kálmán utca elnevezéssel kapcsolatban. Az első javaslatra a ’’Miskolci Városi Tanács’’ illetékes osztálya nem hagyta jóvá, mivel Miskolcon már van egy Kalocsa utca/a városról elnevezve/. Mivel úgy látszott, hogy ez kizárja később is Kalocsayról utca vagy tér elnevezést, 1988. március 1-jén ennek átkeresztelésére beadványt intéztek a Tanács Közigazgatási Osztályához Gyulai Éva a ’’Honismereti Bizottság’’ elnöke és a ’’Megyei Eszperantó Bizottság’’ elnöke: Batta Barnabás aláírásával. Miskolc Megyei Város Tanácsa VB-je 1988. március 17-i ülésén ezt jóváhagyta. Így történt, hogy 1913-ban a miskolci Eszperantó Mozgalom kezdő évében is szerepet játszott a fiatal egyetemista Kalocsay Kálmán és 1988-ban /75 év múlva/ méltán sorakozott fel ’’3 eszperantó elnevezés / tér, forrás, park/ után Zamenhof és Baghy Gyula neve mellé Dr. Kalocsay Kálmán.’’
1988. március 5-én az ideiglenes emléktábla mellé márványtáblát helyeznek el, melyet Váry Márta és Batta Barnabás avatnak fel, koszorúznak meg, a 100. évforduló jegyében, az avató beszédet Pásztor László, az ’’Ora Duopo Kalocsay-Baghy Eszperantó Csoport’’ szervező titkára mondta. A szirmabesenyői iskolások adtak ünnepi műsort.
1988-ig az alábbi Eszperantó emlékhelyek léteznek Miskolcon:
1. Eszperantó tér – 1957
2. Zamenhof utca – 1960
3. Eszperantó forrás – 1960
4. Eszperantó park – 1969
5. Baghy Gyula utca – 1977
6. dr. Kalocsay Kálmán utca – 1988
7. Korrach Mór utca – 1988

1988-ig az alábbi eszperantisták voltak az Eszperantó Világszövetség /UEA/ miskolci tagjai és küldöttei:
Dr. Győry Nagy István, Dr. Győry Nagy Lajos, Király Lajos, Dr. Gózon Fodor Jolán, Váry Márta, Temesi István, dr. Halász József.
1988-ig a Magyar Eszperantó Szövetség országos választmányának tagjai voltak városunkból:
Dr. Győry Nagy Lajos (1980-ig), Batta Barnabás, Busai Mária és Pásztor László.
Pásztorné Földi Adrienne szerint Tapolcán nemcsak Eszperantó Park volt, hanem Eszperantó Sétány is. Ő azt tapasztalta, hogy egyszer csak eltűntek az ezeket jelölő táblák. Kérdésére senki sem tudott választ adni, mikor, kik szüntették meg azokat, ill. a megszüntetéssel kapcsolatban a város vagy a parkfenntartó szervezet írt-e az akkori vezetőknek vagy sem?
Úgy tudja, hogy a miskolci járműjavítóban készültek a nevet mutató táblák, ezért lehet, hogy a terület elnevezéssel kapcsolatban is ottani illetékesek kaphattak levelet. Annyit tud, hogy az elhalt Temesi István hagyatékában melyet ő nézett át, erre vonatkozó iratot annak idején nem talált, amelyeket egyébként a lánya vitt el mindent, apja halála után, annak lakásából. Úgy véli, hogy amikor ezek az eredetileg zománcozott táblák elrozsdásodtak és nem volt aki ezeket újra cserélje, egyszerűen eltávolították a parkot csúfító táblákat és a nevezett területek más nevet kaptak.

### 1999-től

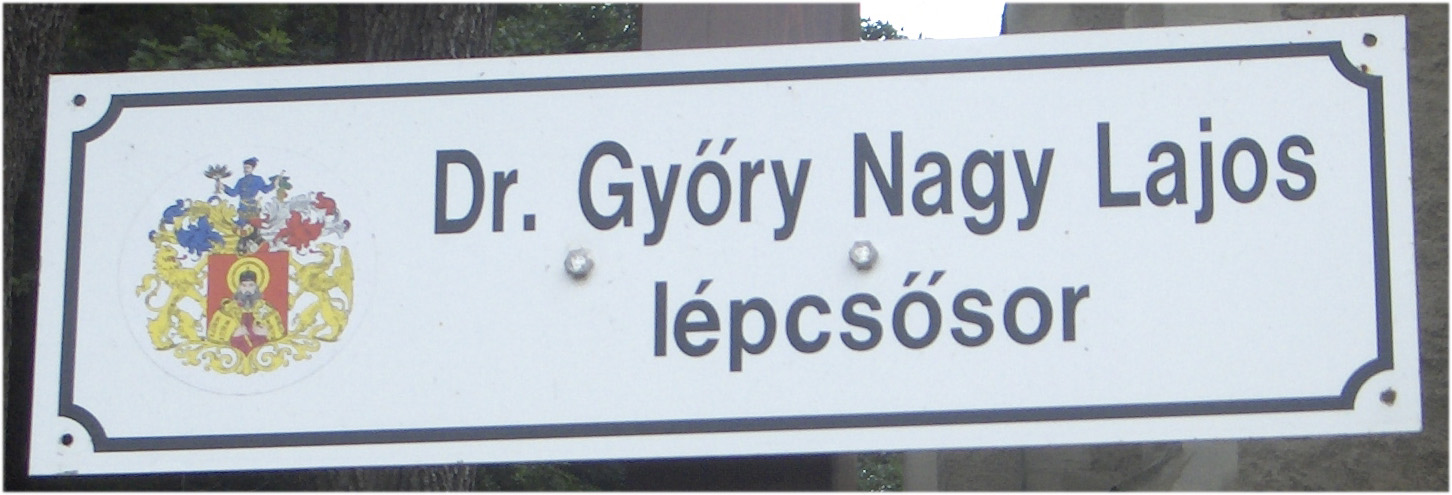

1999-ben vette el Miskolc Város Önkormányzata az Eszperantó-tér elnevezést a Szent Anna-templom kérésére, és a teret átkeresztelték Szent Anna tér névre. Ekkor került az Eszperantó emléktábla a villamospálya másik oldalán levő park menti ’Bársony János utcai panelház falára, mivel az áthelyezés az új lakótelep építése, a régi ház elbontása miatt szükségessé vált. A tábláról ekkor kapta a terület az Eszperantó Park elnevezést. Ennek adminisztrációs ügyeit ’’Batta Barnabás, Pál István és dr. Halász József’’ intézték.
Pásztorné 2005. májusa óta viseli gondját ennek az 1957-ben emelt és 1999-ben áthelyezett eszperantó emléktáblának. 2007-ben a tábla betűit újra kellett festetni a várossal, mivel a táblán az írás a betűk lekopása miatt már nem volt olvasható.
2005 óta kétszer kellett intézkednie az időnként különböző indokokkal az Eszperantó Park levett és vissza nem helyezett köztéri névtáblájának visszahelyezése érdekében. A legutóbbi újra elhelyezés 2011. decemberben történt, a felújított villamospálya új villanyvezeték tartó oszlopaira a Szent Anna téren az Árvízi emlékművel szemközti oldal autóútja mellett található 3, a város címerével ellátott jelző tábla. Megjegyzem még, hogy ’’dr. Győry Nagy Lajos és dr. Kalocsay Kálmán’’ indították el Miskolcon az első eszperantó nyelvtanfolyamot 1913-ban. Mivel dr. Kalocsay Kálmán nevét utcanév már őrizte, a városvezetés felé javaslatot tettem köztéri terület elnevezésére dr. Győry Nagy Lajosról. A javaslatot a városvezetés elfogadta, így 2008 augusztusa óta az ’’Avas-hegyi’’ temető mellett az Avas hegyi borpincékhez vezető lépcsősor elnevezése: dr. Győry Nagy Lajos nevét viseli. A lépcsősor amellett a temető mellett halad, ahol ő nyugszik.